# Campillos-Paravientos
Campillos-Paravientos è un comune spagnolo di 136 abitanti situato nella comunità autonoma di Castiglia-La Mancia.